# 木村誠道 (4代)
4代 木村 誠道（よんだい きむら せいどう、1920年3月5日 - ?）は、元三役格行司である。本名は金森庄一。高砂部屋所属。

## 概要
1920年に生まれる。青森県弘前市出身。
1947年に十両格、1954年秋場所に幕内格に昇進。
行司名は木村庄次→木村朝之助→木村誠道→木村朝之助→木村誠道
1963年1月に三役格に昇進。
ところが同年秋場所、43歳の若さで突然廃業。
一説には金銭的トラブルがあったからと言われている。
その後の消息は不明。
廃業時の序列としては、3代木村正直→24代式守伊之助と2代式守伊三郎の間であり、彼の廃業に伴って伊三郎が三役格に昇格した。
弟子に33代木村庄之助がいる。